# Gronczewscy herbu Nałęcz
Gronczewscy herbu Nałęcz – polski ród szlachecki wywodzący się z województwa mazowieckiego (ziemia ciechanowska i płocka).

## Historia
Nazwisko Gronczewski to oboczność nazwiska Grąbczewski. W spisie elektorów szlachty województwa płockiego do elekcji w 1697 roku wymienia się między innymi Jakuba Gronczewskiego, Franciszka Gronczewskiego oraz Wawrzyńca Gronczewskiego.	